# Dichotomyctere nigroviridis
Dichotomyctere nigroviridis, comúnmente conocido como pez globo moteado verde, es una especie de pez de la familia de los tetraodóntidos. Es una de las pocas especies de peces globo de agua dulce, conocido por eliminar las plagas de caracoles que, a veces, se originan en el acuario.

## Características y comportamiento
Los machos pueden llegar a alcanzar los 18 cm de longitud, mientras que las hembras, generalmente, no sobrepasan los 15 cm. Carece de escamas. La coloración de su cuerpo suele ser verde brillante (sobre todo en su cabeza), con múltiples lunares cuyo tamaño es parecido a del ojo del pez. Su abdomen es de color blanco, aunque puede tornarse a gris si el individuo se siente excitado, asustado o amenazado. Al sentirse así, el individuo es capaz de aumentar su abdomen considerablemente. Cabe destacar que pueden matar a otros peces segregando una sustancia a través de su cuerpo cuando se sienten muy amenazados. Esta sustancia se llama Tetrodotoxina.
Es una especie agresiva y dominante por naturaleza, que se mostrará hostil con otros peces, especialmente con otras especies de su misma familia (siempre y cuando tengan un tamaño menor). Es un pez curioso al que le gusta conocer todo lo que le rodea mordiéndolo o probando su sabor, desde los troncos hasta otros peces que estén conviviendo con él.

## Alimentación
Su alimentación es principalmente carnívora, por lo que se les debe alimentar con larvas de mosquito, camarones, moluscos, etc. Pueden llegar a aceptar comida seca en escamas, aunque es una tarea difícil y costosa.

## Asociación, acuario apropiado y parámetros del agua
Debido a su comportamiento de carácter agresivo y dominante, no es recomendable juntarlos con otras especies. Lo mejor es que conviva solo con otros individuos de su misma especie en un acuario específico.
El acuario apropiado para este pez deberá tener rocas, plantas y troncos que les proporcionen escondites y zonas menos iluminadas. Para una pareja juvenil bastará con un acuario de 60 litros, aunque cuando alcancen un tamaño considerable (12 o más centímetros) habrá que trasladarlos, en teoría, a un acuario de unos 150 litros de capacidad. No recomendado para acuarios domésticos.
El agua deberá ser alcalina (pH: 7,5 - 8.5), preferiblemente dura (GH: 15), con una temperatura de 26 o 28 °C y con una salinidad media de 1.010 a 1.022.

## Distribución y hábitat
Se distribuye por ríos y lagos del sureste de Asia, desde Sri Lanka hasta Indonesia, y por el norte se extiende hasta China. Habita aguas dulces y salobres, de comportamiento demersal, los adultos viven tanto en ríos como en llanuras de inundación.